# Xinjiang Flying Tigers
I Xinjiang Flying Tigers (cinese: 新疆广汇飞虎) sono una squadra di pallacanestro professionistica con sede a Ürümqi, nella regione dello Xinjiang, in Cina. La squadra disputa le partite casalinghe presso l'Urumqi Olympic Sports Center, struttura che ha una capienza di 12.000 spettatori. Il club ha esordito nella Divisione 2 della Chinese Basketball Association (CBA) nella stagione 1999–2000, è stato promosso nella Divisione 1A nella stagione 2002–03; ha raggiunto tre finali consecutive nelle stagioni 2008–09, 2009–10 e 2010–11. I Flying Tigers hanno conquistato il loro primo campionato nella stagione 2016–17 della CBA, sconfiggendo i Guangdong Southern Tigers per 4–0 nella serie finale.

## Storia
I Xinjiang Flying Tigers entrarono nella Divisione 2 della Chinese Basketball Association (CBA) prima dell'inizio della stagione 1999–2000, come primo passo del progetto di espansione della lega verso l’interno occidentale del Paese. La squadra vinse quella stagione di Divisione 2 da imbattuta, ottenendo così la promozione in Divisione 1B. Due anni dopo, i Flying Tigers conquistarono la vittoria anche la Divisione 1B nella stagione 2001–02, ottenendo l’accesso alla Chinese Basketball Association.
Nella loro prima stagione in CBA, i Flying Tigers si qualificarono ai playoff grazie al quarto posto conquistato nella stagione regolare, ma vennero eliminati dai Beijing Ducks con un punteggio di 3–1 nei quarti di finale. Nelle tre stagioni successive riuscirono sempre ad accedere ai playoff, ma non superarono mai il primo turno. Nella stagione 2007–08, la squadra firmò l’ex giocatore NBA Mengke Bateer, che condusse il team fino al secondo posto nella stagione regolare. Tuttavia, emerse che il giocatore Sou Song Cun, noto anche come Guan Xiuchang, possedeva una nazionalità straniera ma era stato registrato come giocatore cinese dalla squadra. La lega di conseguenza sanzionò i Flying Tigers considerando perse tutte le partite in cui Sou Song Cun aveva giocato, facendo così scendere la squadra all’undicesimo posto e precludendole l’accesso ai playoff.
Dopo quella stagione deludente, l’allenatore Jiang Xingquan promosse diversi giovani talenti dalla squadra giovanile alla prima squadra, tra cui Shirelijan Muxtar e Kelanbaike Makan, che diventarono in seguito icone del club. Insieme a Bateer e allo stesso Jiang, diedero inizio alla prima “epoca d’oro” dei Flying Tigers. Bateer fu il primo giocatore a vincere tre MVP consecutivi nella CBA, mentre la squadra raggiunse tre finali consecutive del campionato, venendo però sempre sconfitta dai Guangdong Southern Tigers per 4-1.
I Flying Tigers iniziarono un processo di ricostruzione nella stagione 2012–13 e già nella stagione successiva raggiunsero le finali, ma anche in questa occasione uscirono sconfitti nella serie contro i Beijing Ducks per 4–2. Prima dell’annata 2014–15, il club firmò Zhou Qi con l’intenzione di costruire la squadra attorno a lui, e aggiunse al roster anche le stelle NBA Andray Blatche e Jordan Crawford. Tuttavia, Crawford lasciò la squadra dopo poche partite per problemi medici e si rifiutò di tornare. La perdita di un tassello fondamentale indebolì il progetto tecnico, e la squadra concluse la stagione al nono posto, fuori dai playoff. Nella stagione successiva, Xinjiang ingaggiò l'allenatore campione in carica della CBA, Li Qiuping e l’ala Li Gen, ma fu eliminata in semifinale dai Sichuan Blue Whales con un netto 3–0.
Nella stagione 2016–17, i Flying Tigers firmarono la guardia bulgara Darius Adams. Con un roster stellare composto da Blatche, Adams, Zhou Qi, Li Gen, Shirelijan Muxtar e Kyranbek Makhan, la squadra dominò la stagione regolare chiudendo al primo posto. Nei playoff, superò 3–0 gli Shandong Kingston Lions ai quarti, 4–1 i Liaoning Flying Leopards in semifinale, e infine, nella serie finale, sconfisse per 4–0 i rivali storici del Guangdong Southern Tigers, conquistando per la prima volta nella propria storia il titolo della Chinese Basketball Association.
Nell'ottobre del 2016 la squadra venne scelta come rappresentante della Cina per prendere parte alla FIBA Asia Champions Cup 2016, la massima competizione continentale. I Flying Tigers, che hanno utilizzato il nome di China Kashgar durante questo torneo, al loro debutto assoluto nella competizione, dopo essere rimasti imbattuti nell'intero torneo, hanno conquistato il trionfo finale, sconfiggendo l'Al-Riyadi Beirut dal Libano nella finalissma, con il risultato di 96-88.
Dopo la stagione trionfale 2016-2017, Zhou Qi passò in NBA, firmando con gli Houston Rockets. Privata del suo centro all-star, Xinjiang fu eliminata ai quarti di finale dai Guangdong Southern Tigers per 3–1, non riuscendo così a difendere il titolo nazionale. Nella stagione seguente, la squadra cambiò allenatore a metà campionato, chiamando un altro tecnico vincente, il nativo dello Xinjiang Adiljan Suleyman. Durante la stagione vennero anche cambiati quattro giocatori stranieri: Al Jefferson, Nick Minnerath, Hamed Haddadi e Darius Adams, per poi concludere la regular season con Jarnell Stokes e Kay Felder, schierati nei playoff. Nonostante queste difficoltà, il club raggiunse nuovamente la finale per il titolo della CBA 2018-19, dove però fu sconfitto dai Guangdong Southern Tigers con un altro secco 4–0.
Nel marzo 2023, i Flying Tigers si sono ritirati dalla CBA in segno di protesta contro una sanzione che avrebbe impedito loro di tesserare nuovi giocatori per un anno, a causa di una disputa contrattuale con Zhou Qi. Tuttavia, due settimane dopo, la decisione fu annullata e la squadra fu reintegrata nel campionato.

## Palmarès

### Titoli Nazionali
- Chinese Basketball Association

Campioni (1): 2016-17
Finalista (6): 2008-09, 2009-10, 2010-11, 2013-14, 2018-19, 2023-24

### Titoli Continentali
- FIBA Asia Champions Cup

Campioni (1): 2016
Finalista (1): 2017

## Organico attuale
Organico per la stagione sportiva 2024-2025
| Roster Xinjiang Flying Tigers 2024-2025. | Roster Xinjiang Flying Tigers 2024-2025. |
| Giocatori                                | Staff tecnico                            |
| ---------------------------------------- | ---------------------------------------- |

| N. | Naz.                                       | Ruolo | Nome                     | Anno | Alt.   | Peso   |  |
| -- | ------------------------------------------ | ----- | ------------------------ | ---- | ------ | ------ |  |
| 0  | Cina (bandiera)                            | PG    | Xierzhati Saimati        | 2000 | 193 cm | 85 kg  |  |
| 1  | Cina (bandiera)                            | AG    | Liu Yiting               | 1998 | 196 cm | 93 kg  |  |
| 3  | Stati Uniti (bandiera)                     | PG    | Ashton Hagans            | 1999 | 191 cm | 91 kg  |  |
| 4  | Cina (bandiera)                            | AG    | Yilifulati Monhetaner    | 2001 | 195 cm | 93 kg  |  |
| 5  | Stati Uniti (bandiera) · Libano (bandiera) | AP    | Dedric Lawson            | 1997 | 206 cm | 114 kg |  |
| 6  | Cina (bandiera)                            | AP    | Yang Rui                 | 2000 | 201 cm | 90 kg  |  |
| 9  | Cina (bandiera)                            | C     | Wu Guanxi                | 1994 | 211 cm | 111 kg |  |
| 10 | Cina (bandiera)                            | G     | Zhao Rui                 | 1996 | 195 cm | 93 kg  |  |
| 11 | Cina (bandiera)                            | AP    | Qi Lin                   | 1999 | 199 cm | 91 kg  |  |
| 13 | Cina (bandiera)                            | C     | Li Yanzhe                | 1998 | 214 cm | 130 kg |  |
| 21 | Cina (bandiera)                            | AP    | Guo Yuzhang              | 2002 | 201 cm | 88 kg  |  |
| 22 | Cina (bandiera)                            | AP    | Zhu Xuhang               | 1993 | 201 cm | 95 kg  |  |
| 23 | Cina (bandiera)                            | AP    | Abudushalamu Abudurexiti | 1996 | 203 cm | 98 kg  |  |
| 27 | Cina (bandiera)                            | C     | Qu Xiaoyu                | 2001 | 206 cm | 101 kg |  |
| 34 | Cina (bandiera)                            | AP    | Aizimaiti Tuxun          | 1997 | 203 cm | 110 kg |  |
| 36 | Cina (bandiera)                            | PG    | Ge Haoran                | 2000 | 185 cm | 80 kg  |  |
| 77 | Stati Uniti (bandiera)                     | PG    | Q.J. Peterson            | 1994 | 183 cm | 90 kg  |  |

| Allenatore                                                                                      |
| - Liu Wei                                                                                       |
| Assistente/i                                                                                    |
| - Kang Jung-soo - Massimo Maffezzoli - Wang Jianmin Legenda - (C) Capitano - Infortunato Roster |

## Cestisti

### Cestisti celebri
- Abudushalamu Abudurexiti
- Darius Adams
- Augusto César Lima Brito
- Isaac Austin
- Corey Benjamin
- Ben Bentil
- Andray Blatche
- Ian Clark
- Chris Clemons
- Lorenzo Coleman
- Bryce Cotton
- Jordan Crawford
- Mitch Creek
- Osama Daghles
- Ike Diogu
- Quincy Douby
- Rob Edwards
- Tacko Fall
- Kay Felder
- Alton Ford
- Andrew Goudelock
- Tanner Groves
- Hamed Haddadi
- Ashton Hagans
- Montrezl Harrell
- Lester Hudson
- Darnell Jackson
- Pierre Jackson
- Randell Jackson
- Al Jefferson
- Jin Lipeng
- Dominique Jones
- Kelanbaike Makan
- Gani Lawal
- Dedric Lawson
- Li Gen
- Shawn Long
- Kenyon Martin
- Aaron McGhee
- Juan Mendez
- Mengke Bateer
- Eric Mika
- Patty Mills
- Nick Minnerath
- Donatas Motiejūnas
- Arnett Moultrie
- Q.J. Peterson
- Tim Pickett
- Virginijus Praškevičius
- James Singleton
- Jarnell Stokes
- Su Wei
- Sebastian Telfair
- John Thomas
- Al Thornton
- Sindarius Thornwell
- Travis Trice
- Joe Vogel
- Von Wafer
- Lindell Wigginton
- Xue Yuyang
- Zhao Rui
- Zhou Qi